# Капела (звезда)
Вижте пояснителната страница за други значения на Капела.
Капела (α Aurigae; Алфа от Колар) е най-ярката звезда от съзвездието Колар. В ранните зимни нощи Капела сияе високо в небето и е шестата по яркост звезда в небето след Вега от Лира и Арктур от Воловар. Със звездна величина около +0,08, Капела е жълто-бяла звезда със средна температура. Капела се намира на 42,9 светлинни години. от Слънцето.
Макар да изглежда като една звезда с невъоръжено око, Капела всъщност е звездна система от четири звезди, организирани по две двойки: Капела Aa, Капела Ab, Капела H и Капела L.
Главната двойка, съставена от Капела Aa и Капела Ab, включва два ярки жълти гиганта, които са около с 2,5 пъти по-голяма маса от слънчевата. Вторичната двойка, съставена от Капела H и Капела L, се намират на около 10 хил. астрономически единици от първата, като и двете са бледи и относително хладни червени джуджета.
Капела Aa и Капела Ab са изразходили водорода в ядрата си, охладили са се и са се разширили, излизайки от главната последователност. Те се намират в много тясна кръгова орбита, бидейки отдалечени на 0,74 астрономически единици, извършвайки едно пълно завъртане на всеки 104 дни. Капела Aa е по-хладната и по-светимата от двете. Тя е от спектрален клас K0III и е 78,7 ± 4,2 пъти по-светима от Слънцето и е с 11,98 ± 0,57 пъти по-голям радиус. Тя синтезира хелий във въглерод и кислород в ядрото си. Капела Ab е малко по-малка и по-гореща. Тя е от спектрален клас G1III и е 72,7 ± 3,6 пъти по-светима и 8,83 ± 0,33 по-голяма от Слънцето. Тя е субгигант, който еволюира и в крайна сметка ще се превърне в червен гигант.
Капела е мощен източник на рентгенови лъчи, за които се смята, че идват от короната на Капела Aa.
Името на системата произлиза от латинското Capella, което означава „малка коза“

## Наблюдение
Със средна видима звездна величина от +0,08, Капела е най-ярката звезда в съзвездието съзвездието Колар и шестата най-ярка звезда в нощното небе, като е третата най-ярка в северното полукълбо (след Арктур и Вега) и четвъртата най-ярка видима с невъоръжено око звезда, която може да се види от 40-и северен паралел. На цвят е жълтеникаво-бяла, макар жълтият цвят да е по-видим по време на наблюдение през деня, поради контраста със синьото небе.
Капела е най-близо до небесния полюс в сравнение с коя да е друга звезда от първа величина. Северната ѝ деклинация е такава, че тя е невидима южно от 44° южна географска ширина (южните части на Нова Зеландия, Аржентина, Чили и Фолклендски острови). От друга страна, тя е незалязваща звезда отвъд 44° северна географска ширина (Великобритания, Канада). Намира се приблизително по средата между Пояса на Орион и Полярната звезда. Намира се най-високо в небето към полунощ през декември.

## Звездна система
Има няколко звезди, намиращи се на няколко ъглови минути от Капела. Повечето от тях са оптични придружители, но близката двойка от червени джуджета Капела H и Капела L се намират на приблизително еднакво разстояние от нас като компонента A и се движат през пространството заедно с нея. Самата Капела A е спектроскопска двойна звезда, включваща компонентите Капела Aa и Капела Ab, и двата от които са звезди гиганти. Двойката гиганти е отделена от двойката червени джуджета на 723 арксекунди.

### Капела A
Капела A е съставена от две жълти еволюирали звезди, които обикалят една около друга с период 104,02128 ± 0,00016 дни, с голяма полуос от 111,11 ± 0,10 млн. километра, което е приблизително разстоянието между Венера и Слънцето. Наблюдавани от Земята, никоя от двете звезди не закрива другата. Орбитата им е изучена с изключителна прецизност и може да се използва за извеждане на орбитален паралакс с много по-голяма точност, отколкото ако се измерва пряко. Звездите не са достатъчно близко една до друга, за да настъпи пренос на материя от една към друга, дори когато главната звезда е червен гигант.
Съвременната конвенция обозначава по-светимата и по-хладната звезда като компонент Aa, имаща спектрален клас между G2 и K0, а по-горещата вторична звезда е Ab, имаща спектрален клас между F и G. Спектрите на звездите са измервани много пъти, като и двете показват признаци на гигантски звезди. В общия спектър преобладават резките абсорбционни линии на главната звезда, докато тези на вторичната са размити.
Индивидуалната видима величина на двете звезди не може да бъде пряко измерена, но относителната им яркост е измерена в различни вълнови диапазони. Във видимия диапазон те имат много сходна яркост, като по-горещата вторична звезда като цяло е няколко десетки пъти по-ярка.
Физичните свойства на двата компонента могат да се определят с висока точност. Масите им се извеждат директно от орбиталното уравнение – Aa е с маса 2,5687 ± 0,0074 M☉, докато Ab е с маса 2,4828 ± 0,0067 M☉. Ъгловият им радиус е измерен директно – 11,98 ± 0,57 R☉ за Aa и 8,83 ± 0,33 R☉ за Ab. Повърхностните им температури могат да се изчислят от наблюдаваните и предсказаните спектри, преки измервания на ъгловите им диаметри и яркостта им и калибриране спрямо наблюдавания им цветови индекс. Чрез тези методи е получена температура от 4970 ± 50 K за Aa и 5730 ± 60 K за Ab. Болометричните им светимостти се определят най-точно от видимите им величини с болометрична корекция, като се потвърждават от изчисления, включващи температурите и радиусите им. Установено е, че Aa е 78,7 ± 4,2 пъти по-светима от Слънцето, а Ab е 72,7 ± 3,6 пъти по-светима, така че главният компонент е по-светим, когато се вземат предвид всички дължини на вълната.
Оценени на възраст между 590 и 650 милиона години, звездите вероятно са били горещи звезди от клас A, когато са се намирали в главна последователност, подобно на Вега. Днес те вече са изчерпали водорода в ядрата си и са излезли от главната последователност, а външните им слоеве се разширяват и се охлаждат. Все пак, главният компонент се намира в по-късен етап от звездата еволюция, отколкото вторичния. Изобилието на изотопите и скоростта на въртене на звездите потвърждават тази еволюционна разлика между тях. Металичността им е малко по-малка от тази на Слънцето.
Ротационният период на всяка звезда може да се измери чрез наблюдения на периодичните колебания в Доплеровото отместване на спектралните им линии. Установено е, че Капела Aa има ротационна скорост от 4,1 ± 0,4 km/s, нуждаейки се от 104 ± 3 дни, за да се завърти около оста си, докато Капела Ab се върти много по-бързо, със скорост 35,0 ± 0,5 km/s, извършвайки пълно завъртане само за 8,5 ± 0,2 дни.
Капела дълго време се смята за леко променлива звезда. Амплитудата и от 0,1 величини означава, че в определени моменти тя може да изглежда по-ярка или по-бледа от Ригел, Бетелгейзе и Вега, които също са променливи. Активните атмосфери и близостта на звездите в Капела A ги прави сред най-ярките източници на рентгенови лъчи в небето. Рентгеновото излъчване се дължи на стабилни коронални структури, а не на изригвания. Коронални примки, по-големи от Слънцето и с температури от няколко милиона келвина, вероятно са отговорни за повечето рентгенови лъчи.

### Капела HL
Седмата подред публикувана придружаваща звезда на Капела, компонентът H, е физически свързана с ярката главна звезда. Това е червено джудже, отделено от двойката гиганти на разстояние около 10 000 астрономически единици. То също има близка придружаваща го звезда, която е дори по-бледо червено джудже, отделено на 1,8", когато е открито през 1935 г. Осемдесет години по-късно то вече се намира на 2,5", което е достатъчно за извеждането на предварителни орбитални параметри. Придружаващото червено джудже е означено като компонент L.
Заедно двете звезди имат разлика във видимите величини от 3,5, макар разликата да е много по-малка в инфрачервения диапазон. Това е по-скоро неочаквано и може да е показателно за допълнителни, все още неотркити придружаващи звезди. Масата на звездите може да бъде определена от орбиталното им движение, но неяснотите по орбитите им водят до много различни резултати.